# Conoclinium
Conoclinium, rod glavočika iz podtribusa Ageratinae, dio tribisa Eupatorieae. Sastoji se od 4 vrste, Kew navodi 5.

## Opis
Conoclinium je mali rod prvenstveno iz sjevernog Meksika i jugozapadnog SAD-a, a jedna vrsta (C. coelestinum) široko proteže u istočnu Sjevernu Ameriku kao i na Kubu. Ističe se izrazito stožastim receptakulom (cvjetištem) u kombinaciji s papusom kapilarnih čekinja i cvjetova koji su općenito karakteristične svijetloljubičastoplave boje. Sveukupni izgled, kao i flavonoidna kemija Conocliniuma vrlo je slična onoj Ageratuma, a molekularni podaci ukazuju na blisku vezu između njih (iako su ih King i Robinson na temelju floralnih mikrokaraktera smjestili u različita podplemena).

## Vrste
1. Conoclinium betonicifolium (Mill.) R.M.King & H.Rob.
2. Conoclinium coelestinum (L.) DC.
3. Conoclinium dissectum A.Gray
4. Conoclinium mayfieldii T.F.Patt.

- Conoclinium dichotomum Chapm., možda je sinonim za Conoclinium coelestinum.

## Sinonimi
Nema.